# کاتیون دی‌هیدروژن

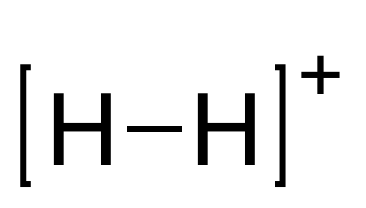

کاتیون دی‌هیدروژن یا یون مولکولی هیدروژن یا H+
2 ساده‌ترین یون چنداتمی است. این یون از دو پروتون با بار مثبت و یک الکترون با بار منفی ساخته شده است و می‌تواند از یونش مولکول خنثی هیدروژن تشکیل شود. چون تنها یک الکترون در هیدروژن موجود است از گذشته مورد توجه دانشمندان قرار گرفته معادله شرودینگر برای این سامانه به روشی نسبتاً مستقیم و بدون سختی حل می‌شود چون الکترونی نیست که بخواهد معادله را پیچیده کند.
حل‌های تحلیلی مقدار ویژهٔ انرژی با عمومی سازی تابع لامبرت دابلیو و رویکرد ریاضیات کاربردی انجام می‌شود. این حل در بیشتر کتاب‌های شیمی کوانتومی به عنوان مثال آورده شده است.
نخستین حل کوانتومی موفق H+
2 از سوی فیزیکدان دانمارکی آیویند بورآو در ۱۹۲۷ ارائه شد، درست یک سال پس از انتشار مقالهٔ مکانیک امواج از سوی اروین شرودینگر. پیش از آن راه حل‌هایی با کمک نظریهٔ قدیمی کوانتوم در سال ۱۹۲۲ از سوی کارل نیسن و ولفگانگ پاولی و در ۱۹۲۵ از سوی هارولد یوری ارائه شده بود.